# کلارنس گلدارت
کلارنس گلدارت (انگلیسی: Clarence Geldart؛ ۹ ژوئن ۱۸۶۷ – ۱۳ مهٔ ۱۹۳۵) یک هنرپیشه اهل ایالات متحده آمریکا بود. در بین سال‌های ۱۹۱۵ تا ۱۹۳۶ در ۱۲۷ فیلم ایفای نقش نمود

## بخشی از فیلم‌شناسی
- متأهل یک‌ساعته (۱۹۲۷)
- زن پاریسی (۱۹۲۳)
- باغ اسرارآمیز (۱۹۱۹)
- گروگان‌گیری (۱۹۱۷)